# Baamum Nafi
Baamum Nafi (internationaler Titel: Nafi’s Father) ist ein senegalesisches Filmdrama aus dem Jahr 2019. Regie führte Mamadou Dia. Der Film feierte am 15. August 2019 auf dem Locarno Film Festival Premiere. Der Film wurde als senegalesischer Beitrag für den besten fremdsprachigen Film bei der 93. Oscar-Verleihung ausgewählt.

## Handlung
Zwei Brüder streiten sich um die Hochzeit ihrer Kinder. Tiernos Rolle als Vater, und seine Verantwortung als spiritueller Führer stehen im Widerspruch.

## Auszeichnungen (Auswahl)
Der Film wurde auf diversen Filmfestivals weltweit aufgeführt. Am Quebec City International Film Festival wurde Mamadou Dia mit dem AQCC Critics Award in der Kategorie Best First Feature geehrt.